# Mikhail Mikhailovich Tsekhanovsky
Mikhail Mikhailovich Tsekhanovsky (tiếng Nga: Михаил Михайлович Цехановский) là một nhà làm phim hoạt hình nổi tiếng Liên Xô.